# Jerzy Sobota
Jerzy Sobota – polski inżynier, dr hab., profesor zwyczajny Instytutu Budownictwa i dziekan Wydziału Inżynierii Kształtowania Środowiska i Geodezji Uniwersytetu Przyrodniczego we Wrocławiu.

## Życiorys
Obronił pracę doktorską, następnie uzyskał stopień doktora habilitowanego. 31 października 2000 nadano mu tytuł profesora w zakresie nauk technicznych. Objął funkcję profesora zwyczajnego w Instytucie Budownictwa, oraz dziekana na Wydziale Inżynierii Kształtowania Środowiska i Geodezji Uniwersytetu Przyrodniczego we Wrocławiu.
Był dyrektorem (p.o.) Instytutu Budownictwa Wydziału Inżynierii Kształtowania Środowiska i Geodezji Uniwersytetu Przyrodniczego we Wrocławiu i członkiem Komitetu Inżynierii Środowiska na IV Wydziale Nauk Technicznych Polskiej Akademii Nauk.